# Districtul Oran
Oran este un district din provincia Oran, Algeria.